# Hrabstwo Pittsylvania

Piramida wieku hrabstwa

Hrabstwo Pittsylvania – hrabstwo w USA, w stanie Wirginia, według spisu z 2000 roku liczba ludności wynosiła 61745. Siedzibą hrabstwa jest Chatham.

## Geografia
Według spisu hrabstwo zajmuje powierzchnię 2533 km², z czego 2515 km² stanowią lądy, a 18 km² – wody.

### Miasta
- Chatham
- Gretna
- Hurt

### CDP
- Blairs
- Motley
- Mount Hermon